# Zoophthorus alticola
Zoophthorus alticola là một loài tò vò trong họ Ichneumonidae.